# Siphocampylus membranaceus
Siphocampylus membranaceus är en klockväxtart som beskrevs av Nathaniel Lord Britton. Siphocampylus membranaceus ingår i släktet Siphocampylus och familjen klockväxter.
Artens utbredningsområde är Bolivia. Inga underarter finns listade i Catalogue of Life.